# 대한민국의 리 목록 (하)
다음은 대한민국의 리 목록이다. 이 목록은 법정리 기준으로만 작성되었다.

## 하
| 리명     | 소재지 |
| -------- | --- |
| 하리     | 대구광역시 달성군 논공읍 대구광역시 달성군 현풍읍 강원특별자치도 고성군 간성읍 강원특별자치도 양구군 양구읍 강원특별자치도 평창군 평창읍 강원특별자치도 화천군 화천읍 충청북도 단양군 영춘면 충청북도 단양군 적성면 전북특별자치도 순창군 복흥면 전북특별자치도 완주군 삼례읍 경상북도 문경시 문경읍 경상북도 의성군 금성면 경상남도 의령군 의령읍 경상남도 창녕군 창녕읍 |
| 하가리   | 제주특별자치도 제주시 애월읍 |
| 하가등리 | 경기도 화성시 봉담읍 |
| 하갈리   | 강원특별자치도 철원군 동송읍 경상북도 상주시 함창읍 |
| 하갑리   | 전북특별자치도 고창군 아산면 |
| 하강리   | 경상북도 김천시 구성면 |
| 하거리   | 경상북도 고령군 쌍림면 |
| 하거노리 | 강원특별자치도 삼척시 미로면 |
| 하계리   | 충청북도 옥천군 옥천읍 경상남도 김해시 진영읍 |
| 하고리   | 전북특별자치도 고창군 성송면 전라남도 강진군 병영면 경상남도 거창군 마리면 |
| 하곡리   | 대구광역시 군위군 군위읍 경상북도 경주시 안강읍 경상남도 진주시 이반성면 |
| 하광정리 | 강원특별자치도 양양군 현북면 |
| 하괴리   | 충청북도 단양군 매포읍 경상북도 문경시 가은읍 |
| 하교리   | 경상남도 함양군 수동면 |
| 하구리   | 경상북도 경주시 현곡면 |
| 하구암리 | 충청북도 충주시 중앙탑면 |
| 하군두리 | 강원특별자치도 홍천군 서석면 |
| 하군천리 | 강원특별자치도 삼척시 노곡면 |
| 하궁리   | 강원특별자치도 횡성군 우천면 충청북도 보은군 내북면 |
| 하귀리   | 경기도 여주시 가남읍 |
| 하귀1리  | 제주특별자치도 제주시 애월읍 |
| 하귀2리  | 제주특별자치도 제주시 애월읍 |
| 하금리   | 충청남도 금산군 남이면 경상남도 합천군 대병면 |
| 하금곡리 | 경상북도 예천군 용문면 |
| 하기리   | 경상남도 함안군 대산면 |
| 하길리   | 경기도 화성시 향남읍 |
| 하낙월리 | 전라남도 영광군 낙월면 |
| 하남리   | 강원특별자치도 인제군 상남면 전라북도 고창군 흥덕면 |
| 하내리   | 경상북도 문경시 마성면 |
| 하노리   | 충청북도 음성군 원남면 |
| 하눌리   | 경상북도 봉화군 상운면 |
| 하다리   | 경기도 여주시 흥천면 |
| 하담리   | 충청북도 충주시 금가면 |
| 하당리   | 충청북도 음성군 원남면 경상북도 울진군 북면 |
| 하대리   | 강원특별자치도 횡성군 갑천면 강원특별자치도 횡성군 우천면 충청남도 공주시 계룡면 경상북도 경산시 남산면 경상북도 김천시 부항면 경상북도 포항시 북구 청하면 |
| 하도리   | 인천광역시 강화군 송해면 충청남도 논산시 노성면 전북특별자치도 남원시 금지면 경상북도 경산시 남천면 제주특별자치도 제주시 구좌읍 |
| 하도대리 | 충청북도 영동군 상촌면 |
| 하동리   | 충청북도 옥천군 군서면 |
| 하둔리   | 경상남도 거제시 둔덕면 |
| 하련리   | 전라북도 고창군 해리면 |
| 하령리   | 경상북도 의성군 안평면 |
| 하례리   | 제주특별자치도 서귀포시 남원읍 |
| 하류리   | 충청남도 금산군 금성면 |
| 하리리   | 경상북도 안동시 풍산읍 |
| 하림리   | 경기도 여주시 대신면 경상남도 함안군 군북면 경상남도 합천군 야로면 |
| 하마읍리 | 강원특별자치도 삼척시 노곡면 |
| 하만리   | 충청남도 보령시 천북면 |
| 하맹방리 | 강원특별자치도 삼척시 근덕면 |
| 하모리   | 제주특별자치도 서귀포시 대정읍 |
| 하묘리   | 전라남도 무안군 운남면 |
| 하문리   | 충청북도 괴산군 불정면 |
| 하반천리 | 강원특별자치도 삼척시 노곡면 |
| 하발리   | 전라남도 장흥군 관산읍 |
| 하방리   | 충청북도 단양군 단성면 |
| 하번천리 | 경기도 광주시 남한산성면 |
| 하복리   | 강원특별자치도 양양군 강현면 |
| 하봉리   | 세종특별자치시 장군면 |
| 하부리   | 전북특별자치도 정읍시 입암면 |
| 하북리   | 경기도 평택시 진위면 |
| 하빈리   | 경상남도 합천군 야로면 |
| 하사리   | 경기도 김포시 하성면 전라남도 순천시 해룡면 전라남도 영광군 백수읍 경상북도 포항시 북구 죽장면 |
| 하사전리 | 강원특별자치도 삼척시 미로면 |
| 하산리   | 대구광역시 달성군 하빈면 전라남도 장흥군 장동면 |
| 하색리   | 경기도 가평군 가평읍 |
| 하서리   | 충청북도 옥천군 청산면 전북특별자치도 김제시 백산면 경상북도 경주시 양남면 |
| 하석리   | 충청북도 청주시 서원구 현도면 |
| 하성리   | 충청남도 당진시 정미면 |
| 하성북리 | 경기도 포천시 군내면 |
| 하소리   | 경상남도 통영시 한산면 |
| 하속리   | 경상북도 청송군 부남면 |
| 하송리   | 강원특별자치도 영월군 영월읍 전북특별자치도 정읍시 이평면 전라남도 순천시 낙안면 경상북도 상주시 화서면 경상북도 영천시 화북면 경상북도 포항시 북구 송라면 |
| 하수내리 | 강원특별자치도 인제군 남면 |
| 하시리   | 충청북도 단양군 매포읍 |
| 하시동리 | 강원특별자치도 강릉시 강동면 |
| 하신리   | 충청남도 공주시 반포면 충청남도 금산군 금성면 전북특별자치도 김제시 금구면 경상남도 합천군 쌍백면 경상남도 합천군 쌍책면 |
| 하아리   | 경상북도 안동시 남후면 |
| 하안미리 | 강원특별자치도 평창군 대화면 |
| 하양혈리 | 강원특별자치도 양양군 손양면 |
| 하오안리 | 강원특별자치도 홍천군 홍천읍 |
| 하옥리   | 충청남도 금산군 금산읍 경상북도 포항시 북구 죽장면 |
| 하왕도리 | 강원특별자치도 양양군 손양면 |
| 하왕등리 | 전라북도 부안군 위도면 |
| 하원리   | 경상북도 영양군 영양읍 경상북도 울진군 금강송면 경상남도 함양군 안의면 |
| 하원곡리 | 충청북도 단양군 적성면 |
| 하월리   | 전북특별자치도 장수군 산서면 |
| 하월산리 | 강원특별자치도 삼척시 노곡면 |
| 하월천리 | 강원특별자치도 양양군 현남면 |
| 하의리   | 경상북도 청송군 주왕산면 |
| 하일리   | 인천광역시 강화군 양도면 강원특별자치도 평창군 평창읍 |
| 하입석리 | 전북특별자치도 부안군 보안면 |
| 하자포리 | 경기도 양평군 개군면 |
| 하잠리   | 울산광역시 울주군 삼동면 |
| 하장리   | 충청북도 보은군 탄부면 충청남도 천안시 서북구 입장면 전북특별자치도 고창군 상하면 전북특별자치도 부안군 동진면 경상북도 구미시 장천면 |
| 하장대리 | 충청남도 예산군 광시면 |
| 하저리   | 경기도 화성시 팔탄면 경상북도 영덕군 강구면 |
| 하전리   | 전북특별자치도 고창군 심원면 |
| 하정리   | 강원특별자치도 삼척시 미로면 전북특별자치도 김제시 백산면 경상북도 포항시 남구 구룡포읍 경상남도 산청군 신안면 |
| 하진리   | 충청북도 단양군 적성면 |
| 하진부리 | 강원특별자치도 평창군 진부면 |
| 하천리   | 경기도 가평군 설악면 충청북도 제천시 수산면 충청북도 충주시 동량면 충청남도 예산군 신양면 전라남도 광양시 다압면 경상남도 창원시 의창구 북면 제주특별자치도 서귀포시 표선면 |
| 하청리   | 전북특별자치도 부안군 백산면 경상남도 거제시 하청면 |
| 하초리   | 경상북도 문경시 문경읍 경상북도 상주시 청리면 |
| 하촌리   | 경상북도 영주시 봉현면 경상남도 산청군 생초면 경상남도 의령군 대의면 경상남도 진주시 대평면 |
| 하추리   | 강원특별자치도 인제군 인제읍 |
| 하탄방리 | 충청남도 예산군 대흥면 |
| 하태동리 | 전라남도 신안군 신의면 |
| 하태서리 | 전라남도 신안군 신의면 |
| 하판리   | 충청북도 보은군 속리산면 경상남도 합천군 삼가면 |
| 하패리   | 경기도 양주시 은현면 |
| 하평리   | 충청남도 예산군 봉산면 충청남도 예산군 신암면 경상북도 청도군 매전면 |
| 하포리   | 경기도 파주시 진동면 충청남도 예산군 삽교읍 |
| 하풍리   | 경상북도 예천군 풍양면 |
| 하학리   | 전북특별자치도 정읍시 덕천면 경상북도 예천군 용문면 |
| 하한리   | 전라남도 곡성군 죽곡면 |
| 하호리   | 경기도 여주시 금사면 |
| 하화리   | 전라남도 여수시 화정면 경상북도 의성군 단촌면 |
| 하화계리 | 강원특별자치도 홍천군 북방면 |
| 하황리   | 충청남도 부여군 장암면 |
| 하회리   | 경상북도 안동시 풍천면 |
| 하흘리   | 경상북도 상주시 은척면 |
| 학리     | 부산광역시 기장군 일광읍 경상북도 영천시 고경면 경상남도 거창군 거창읍 경상남도 하동군 횡천면 경상남도 합천군 덕곡면 경상남도 합천군 삼가면 |
| 학가리   | 전라남도 해남군 송지면 |
| 학계리   | 충청남도 홍성군 홍성읍 전라남도 영암군 학산면 경상북도 포항시 남구 장기면 경상남도 창녕군 남지읍 |
| 학곡리   | 경기도 연천군 백학면 강원특별자치도 원주시 소초면 강원특별자치도 춘천시 동내면 강원특별자치도 횡성군 횡성읍 전라남도 고흥군 두원면 경상북도 울진군 평해읍 경상북도 포항시 남구 장기면 |
| 학교리   | 전라남도 나주시 문평면 전라남도 신안군 압해읍 전라남도 함평군 학교면 |
| 학구리   | 전라남도 순천시 서면 |
| 학남리   | 울산광역시 울주군 온산읍 |
| 학담리   | 강원특별자치도 횡성군 공근면 |
| 학당리   | 충청남도 논산시 상월면 충청남도 청양군 청양읍 전북특별자치도 군산시 회현면 |
| 학동리   | 경기도 광주시 초월읍 전북특별자치도 김제시 백구면 전라남도 나주시 문평면 전라남도 담양군 담양읍 전라남도 보성군 노동면 전라남도 영암군 신북면 전라남도 해남군 문내면 경상남도 거제시 동부면 |
| 학림리   | 충청북도 보은군 보은읍 전라남도 장성군 진원면 경상남도 고성군 하일면 |
| 학명리   | 전라남도 강진군 강진읍 경상북도 칠곡군 동명면 |
| 학미리   | 경상북도 의성군 금성면 |
| 학봉리   | 충청남도 공주시 반포면 |
| 학사리   | 강원특별자치도 철원군 김화읍 |
| 학산리   | 강원특별자치도 강릉시 구정면 충청북도 영동군 학산면 충청북도 제천시 봉양읍 충청남도 부여군 옥산면 충청남도 홍성군 은하면 전라남도 나주시 노안면 전라남도 무안군 몽탄면 전라남도 순천시 별량면 전라남도 영광군 백수읍 전라남도 함평군 손불면 경상북도 봉화군 춘양면 경상북도 성주군 성주읍 경상북도 칠곡군 가산면 경상북도 청도군 이서면 경상남도 거제시 둔덕면 |
| 학상리   | 경상북도 칠곡군 가산면 |
| 학석리   | 전북특별자치도 임실군 강진면 |
| 학선리   | 전북특별자치도 순창군 쌍치면 전북특별자치도 장수군 산서면 전북특별자치도 진안군 동향면 전라남도 담양군 가사문학면 |
| 학성리   | 대구광역시 군위군 삼국유사면 충청남도 보령시 천북면 전라남도 장성군 삼서면 경상북도 포항시 북구 흥해읍 |
| 학소리   | 충청북도 청주시 청원구 오창읍 |
| 학송리   | 전라남도 무안군 해제면 전라남도 영암군 영암읍 전라남도 장흥군 안양면 |
| 학암리   | 대구광역시 군위군 삼국유사면 충청남도 청양군 정산면 전북특별자치도 임실군 운암면 |
| 학야리   | 강원특별자치도 고성군 토성면 전라남도 함평군 엄다면 경상북도 포항시 북구 기계면 |
| 학운리   | 경기도 김포시 양촌읍 |
| 학의리   | 전라남도 해남군 마산면 |
| 학일리   | 경기도 용인시 처인구 원삼면 |
| 학장리   | 전라남도 강진군 도암면 |
| 학전리   | 전북특별자치도 고창군 아산면 전라남도 장성군 진원면 경상북도 포항시 남구 연일읍 |
| 학정리   | 충청남도 천안시 서북구 성환읍 전북특별자치도 임실군 삼계면 전라남도 곡성군 곡성읍 전라남도 영광군 영광읍 |
| 학조리   | 강원특별자치도 양구군 양구읍 |
| 학천리   | 충청북도 청주시 흥덕구 강내면 전북특별자치도 고창군 성송면 경상북도 포항시 북구 흥해읍 |
| 학촌리   | 경상남도 사천시 정동면 |
| 학평리   | 충청북도 청주시 청원구 내수읍 |
| 학포리   | 강원특별자치도 양양군 손양면 경상남도 창녕군 부곡면 |
| 학하리   | 경상북도 상주시 청리면 경상북도 칠곡군 가산면 |
| 학현리   | 경기도 평택시 안중읍 충청북도 제천시 청풍면 |
| 한각리   | 경기도 화성시 우정읍 |
| 한계리   | 강원특별자치도 인제군 북면 충청북도 청주시 상당구 가덕면 전라남도 화순군 한천면 |
| 한곡리   | 충청북도 영동군 용산면 충청북도 옥천군 청산면 전라남도 순천시 주암면 |
| 한교리   | 전북특별자치도 정읍시 북면 |
| 한기리   | 경상남도 거창군 웅양면 |
| 한남리   | 제주특별자치도 서귀포시 남원읍 |
| 한내리   | 강원특별자치도 삼척시 도계읍 전북특별자치도 순창군 풍산면 경상남도 거제시 연초면 |
| 한대리   | 전라남도 영암군 영암읍 |
| 한덕리   | 강원특별자치도 춘천시 남면 |
| 한동리   | 전라남도 고흥군 풍양면 제주특별자치도 제주시 구좌읍 |
| 한림리   | 제주특별자치도 제주시 한림읍 |
| 한벌리   | 충청북도 음성군 음성읍 |
| 한사리   | 경상북도 경산시 하양읍 |
| 한산리   | 경기도 양주시 남면 경기도 평택시 청북읍 |
| 한삼천리 | 충청남도 논산시 벌곡면 |
| 한석리   | 충청북도 영동군 용산면 |
| 한성리   | 충청남도 서천군 마서면 |
| 한소리   | 강원특별자치도 삼척시 하장면 |
| 한수리   | 제주특별자치도 제주시 한림읍 |
| 한어리   | 경상북도 예천군 호명읍 |
| 한운리   | 경기도 안성시 금광면 전라남도 신안군 안좌면 전라남도 신안군 자은면 |
| 한원리   | 제주특별자치도 제주시 한경면 |
| 한자리   | 전라남도 해남군 황산면 |
| 한전리   | 강원특별자치도 양구군 양구읍 충청남도 논산시 연산면 |
| 한정리   | 대구광역시 달성군 유가읍 충청남도 당진시 신평면 |
| 한중리   | 충청북도 보은군 마로면 |
| 한지리   | 전라남도 화순군 청풍면 |
| 한진리   | 충청남도 당진시 송악읍 |
| 한천리   | 충청북도 제천시 한수면 충청북도 진천군 덕산읍 충청남도 공주시 우성면 충청남도 논산시 상월면 전라남도 고흥군 동강면 전라남도 화순군 동복면 경상북도 영주시 봉현면 |
| 한탄리   | 강원특별자치도 평창군 미탄면 |
| 한학리   | 전라남도 강진군 병영면 |
| 함덕리   | 제주특별자치도 제주시 조천읍 |
| 함박리   | 경상북도 청도군 각남면 |
| 함방리   | 경상남도 합천군 가회면 |
| 함암리   | 충청북도 충주시 동량면 |
| 함양리   | 충청남도 부여군 규암면 |
| 함열리   | 전라북도 익산시 함라면 |
| 함적리   | 충청남도 논산시 가야곡면 |
| 함정리   | 경기도 평택시 팽성읍 전라남도 함평군 신광면 |
| 함지리   | 경상남도 합천군 대양면 |
| 함평리   | 전라남도 함평군 함평읍 |
| 합리     | 경상남도 창녕군 대합면 |
| 합가리   | 경상북도 고령군 쌍림면 |
| 합강리   | 강원특별자치도 인제군 인제읍 세종특별자치시 연동면 전라남도 곡성군 옥과면 경상북도 청송군 진보면 |
| 합곡리   | 충청남도 부여군 장암면 |
| 합금리   | 충청북도 옥천군 청성면 |
| 합덕리   | 충청남도 당진시 합덕읍 경상북도 포항시 북구 죽장면 |
| 합목리   | 충청북도 진천군 덕산읍 |
| 합송리   | 충청남도 부여군 규암면 |
| 합수리   | 경기도 연천군 중면 충청남도 부여군 은산면 |
| 합정리   | 충청남도 부여군 규암면 |
| 합천리   | 경상북도 청도군 화양읍 경상남도 합천군 합천읍 |
| 항리     | 경상북도 청송군 주왕산면 |
| 항가리   | 전라북도 완주군 구이면 |
| 항곡리   | 충청북도 옥천군 군북면 충청남도 당진시 고대면 경상북도 구미시 고아읍 경상남도 합천군 율곡면 |
| 항금리   | 경기도 양평군 강하면 |
| 항동리   | 경기도 연천군 백학면 |
| 항사리   | 경기도 가평군 상면 경상북도 포항시 남구 오천읍 |
| 항월리   | 충청남도 논산시 광석면 |
| 항촌리   | 전라남도 강진군 도암면 |
| 해리     | 전라남도 해남군 해남읍 |
| 해곡리   | 전라남도 담양군 창평면 |
| 해남리   | 충청남도 청양군 정산면 |
| 해당리   | 전라남도 장흥군 장흥읍 |
| 해동리   | 전라남도 완도군 약산면 |
| 해룡리   | 전라북도 고창군 대산면 |
| 해문리   | 경기도 화성시 마도면 |
| 해보리   | 전라남도 함평군 해보면 |
| 해상리   | 강원특별자치도 고성군 간성읍 |
| 해선리   | 경상북도 영천시 고경면 |
| 해성리   | 충청남도 서산시 성연면 |
| 해암리   | 충청남도 아산시 인주면 |
| 해운리   | 전라남도 무안군 현경면 |
| 해원리   | 전라남도 해남군 송지면 |
| 해월리   | 경기도 이천시 마장면 충청남도 공주시 사곡면 전라북도 완주군 소양면 |
| 해인리   | 경상북도 김천시 부항면 |
| 해저리   | 경상북도 봉화군 봉화읍 |
| 해전리   | 전북특별자치도 완주군 삼례읍 |
| 해정리   | 충청남도 천안시 동남구 수신면 |
| 해창리   | 경기도 평택시 고덕면 경기도 화성시 팔탄면 전라남도 순천시 해룡면 전라남도 영암군 군서면 전라남도 장흥군 안양면 전라남도 진도군 진도읍 전라남도 해남군 화산면 |
| 해평리   | 전라남도 보성군 득량면 경상북도 구미시 해평면 경상남도 거창군 가북면 |
| 행곡리   | 경상북도 울진군 근남면 경상남도 밀양시 삼랑진읍 |
| 행목리   | 충청남도 아산시 신창면 |
| 행산리   | 충청남도 홍성군 갈산면 세종특별자치시 부강면 전라남도 화순군 도암면 |
| 행성리   | 전라남도 담양군 대전면 |
| 행암리   | 충청남도 천안시 동남구 동면 |
| 행원리   | 전라남도 장흥군 장흥읍 제주특별자치도 제주시 구좌읍 |
| 행전리   | 전라남도 나주시 왕곡면 |
| 행정리   | 대구광역시 달성군 가창면 경기도 화성시 향남읍 강원특별자치도 강릉시 연곡면 강원특별자치도 횡성군 공근면 충청북도 진천군 진천읍 충청북도 청주시 상당구 가덕면 충청남도 금산군 진산면 충청남도 천안시 동남구 광덕면 충청남도 홍성군 장곡면 전북특별자치도 남원시 운봉읍 전라남도 고흥군 고흥읍 전라남도 순천시 주암면 전라남도 영암군 신북면 전라남도 장성군 남면 경상북도 칠곡군 기산면 경상남도 의령군 대의면 |
| 행제리   | 충청북도 음성군 금왕읍 |
| 행죽리   | 경기도 이천시 설성면 |
| 행중리   | 전라북도 부안군 부안읍 |
| 행촌리   | 강원특별자치도 춘천시 남산면 충청북도 괴산군 연풍면 전라북도 김제시 봉남면 |
| 행현리   | 경기도 가평군 상면 |
| 행화리   | 경상북도 영양군 청기면 |
| 향리     | 경기도 양평군 개군면 |
| 향교리   | 전북특별자치도 임실군 청웅면 전라남도 담양군 담양읍 전라남도 함평군 대동면 |
| 향동리   | 강원특별자치도 평창군 평창읍 전라남도 진도군 고군면 |
| 향목리   | 강원특별자치도 고성군 죽왕면 전라남도 신안군 안좌면 |
| 향산리   | 울산광역시 울주군 상북면 경기도 김포시 고촌읍 충청북도 단양군 가곡면 충청북도 충주시 살미면 충청남도 아산시 도고면 전라북도 고창군 성송면 |
| 향석리   | 경상북도 예천군 용궁면 |
| 향소리   | 경기도 양평군 단월면 |
| 향양리   | 경기도 파주시 파주읍 전라남도 장흥군 장흥읍 경상남도 산청군 금서면 경상남도 산청군 생초면 경상남도 진주시 미천면 |
| 향지리   | 충청남도 공주시 계룡면 |
| 향천리   | 충청남도 보령시 청라면 충청남도 예산군 예산읍 경상북도 김천시 대항면 |
| 향청리   | 전라남도 화순군 화순읍 |
| 향한리   | 충청남도 계룡시 엄사면 |
| 향호리   | 강원특별자치도 강릉시 주문진읍 |
| 헌문리   | 경상북도 고령군 대가야읍 |
| 현리     | 경기도 가평군 조종면 강원특별자치도 양구군 방산면 강원특별자치도 양구군 해안면 강원특별자치도 인제군 기린면 충청북도 옥천군 안내면 경상북도 문경시 산양면 경상북도 영양군 영양읍 |
| 현가리   | 경기도 연천군 연천읍 |
| 현곡리   | 경기도 안성시 금광면 경기도 평택시 청북읍 충청북도 단양군 적성면 전라북도 임실군 임실읍 |
| 현내리   | 대구광역시 달성군 하빈면 강원특별자치도 강릉시 옥계면 충청남도 금산군 부리면 충청남도 부여군 석성면 전북특별자치도 무주군 무풍면 경상북도 경산시 진량읍 경상북도 안동시 남선면 경상북도 예천군 감천면 경상북도 포항시 북구 기계면 경상북도 포항시 북구 죽장면 |
| 현동리   | 경상북도 봉화군 소천면 경상북도 봉화군 재산면 |
| 현리리   | 경상북도 의성군 가음면 경상북도 청도군 풍각면 |
| 현매리   | 경기도 안성시 서운면 |
| 현미리   | 충청남도 부여군 충화면 |
| 현방리   | 경기도 이천시 백사면 |
| 현북리   | 충청남도 부여군 부여읍 |
| 현산리   | 전라남도 강진군 작천면 경상북도 의성군 비안면 |
| 현수리   | 경기도 여주시 점동면 |
| 현암리   | 강원특별자치도 춘천시 서면 충청북도 청주시 상당구 낭성면 충청북도 청주시 청원구 북이면 충청남도 부여군 구룡면 충청남도 서천군 판교면 |
| 현애리   | 경상북도 안동시 풍산읍 |
| 현정리   | 전라남도 곡성군 겸면 |
| 현창리   | 경상남도 창녕군 이방면 |
| 현천리   | 강원특별자치도 횡성군 둔내면 충청북도 단양군 단양읍 전라남도 여수시 소라면 |
| 현평리   | 전라남도 강진군 칠량면 |
| 현포리   | 전북특별자치도 순창군 동계면 경상북도 울릉군 북면 |
| 현하리   | 경상북도 안동시 길안면 |
| 현화리   | 경기도 평택시 안중읍 전라남도 무안군 현경면 |
| 현흥리   | 경상북도 경산시 압량읍 |
| 혈곡리   | 경상남도 함안군 가야읍 |
| 혈동리   | 강원특별자치도 춘천시 신동면 |
| 협석리   | 경상북도 경산시 남천면 |
| 협재리   | 제주특별자치도 제주시 한림읍 |
| 형동리   | 충청북도 청주시 청원구 내수읍 |
| 형산리   | 충청남도 청양군 대치면 충청남도 홍성군 결성면 |
| 형천리   | 경상북도 문경시 산양면 |
| 형호리   | 경상북도 예천군 호명면 |
| 호리     | 충청남도 서산시 팔봉면 경상북도 포항시 북구 신광면 경상남도 산청군 단성면 |
| 호경리   | 전라북도 남원시 주천면 |
| 호계리   | 충청북도 청주시 흥덕구 오송읍 충청남도 공주시 사곡면 전북특별자치도 진안군 용담면 전라남도 강진군 군동면 전라남도 장흥군 부산면 경상북도 문경시 호계면 경상남도 창원시 마산합포구 내서읍 |
| 호곡리   | 경기도 화성시 우정읍 전북특별자치도 남원시 수지면 전라남도 곡성군 고달면 |
| 호기리   | 전라북도 남원시 주천면 |
| 호남리   | 경상북도 영천시 금호읍 |
| 호당리   | 충청남도 천안시 서북구 입장면 경상북도 영천시 청통면 |
| 호덕리   | 전북특별자치도 장수군 계남면 전라남도 고흥군 과역면 |
| 호동리   | 전라남도 고흥군 고흥읍 전라남도 보성군 벌교읍 전라남도 해남군 황산면 경상북도 경주시 감포읍 |
| 호두리   | 전라남도 순천시 해룡면 |
| 호명리   | 경기도 가평군 청평면 강원특별자치도 평창군 진부면 충청북도 청주시 청원구 북이면 경상북도 경주시 강동면 |
| 호문리   | 경상북도 영주시 장수면 |
| 호산리   | 강원특별자치도 삼척시 원덕읍 충청북도 음성군 금왕읍 충청남도 아산시 탕정면 전라북도 익산시 여산면 경상남도 함양군 휴천면 |
| 호암리   | 충청남도 논산시 노성면 충청남도 부여군 규암면 충청남도 서천군 한산면 전북특별자치도 익산시 낭산면 전북특별자치도 임실군 신평면 전라남도 화순군 도암면 경상북도 경주시 문무대왕면 경상북도 문경시 산북면 |
| 호운리   | 충청북도 충주시 동량면 |
| 호월리   | 경상북도 울진군 울진읍 |
| 호음리   | 충청남도 예산군 고덕면 경상북도 상주시 모서면 |
| 호정리   | 충청북도 청주시 상당구 낭성면 |
| 호죽리   | 충청북도 청주시 흥덕구 옥산면 |
| 호촌리   | 강원특별자치도 정선군 화암면 경상북도 고령군 다산면 |
| 호탄리   | 충청북도 영동군 양산면 세종특별자치시 금남면 |
| 호티리   | 충청남도 금산군 군북면 |
| 호포리   | 전라남도 영암군 미암면 |
| 호형리   | 전라남도 고흥군 고흥읍 |
| 호화리   | 경상북도 청도군 매전면 |
| 홍계리   | 경상북도 영양군 석보면 경상북도 포항시 남구 대송면 경상남도 산청군 삼장면 |
| 홍곡리   | 전라북도 임실군 삼계면 전라남도 영광군 백수읍 |
| 홍곳리   | 충청남도 아산시 선장면 |
| 홍교리   | 충청남도 논산시 강경읍 전라남도 영광군 대마면 |
| 홍도리   | 전라남도 신안군 흑산면 |
| 홍법리   | 경기도 화성시 서신면 |
| 홍산리   | 충청남도 부여군 은산면 전북특별자치도 김제시 죽산면 |
| 홍양리   | 충청남도 부여군 홍산면 |
| 홍연리   | 충청남도 부여군 옥산면 |
| 홍원리   | 경기도 평택시 포승읍 강원특별자치도 철원군 철원읍 충청남도 홍성군 홍동면 경상북도 청송군 부남면 |
| 홍정리   | 전라북도 김제시 황산면 전라남도 장성군 삼서면 |
| 홍죽리   | 경기도 양주시 백석읍 |
| 홍천리   | 충청남도 서산시 해미면 충청남도 천안시 서북구 입장면 |
| 홍현리   | 경상남도 남해군 남면 |
| 화리     | 경상북도 청도군 각남면 |
| 화강리   | 충청남도 청양군 화성면 |
| 화개리   | 경상북도 영덕군 영덕읍 경상남도 진주시 정촌면 |
| 화계리   | 대구광역시 군위군 효령면 충청남도 천안시 동남구 동면 충청남도 홍성군 장곡면 전라남도 고흥군 점암면 경상남도 남해군 이동면 경상남도 산청군 금서면 |
| 화곡리   | 경기도 안성시 일죽면 강원특별자치도 고성군 현내면 충청북도 충주시 주덕읍 충청남도 논산시 노성면 충청남도 서산시 대산읍 경상북도 경주시 내남면 |
| 화금리   | 충청남도 서천군 서천읍 |
| 화기리   | 경상북도 영주시 장수면 |
| 화남리   | 경상북도 영천시 신녕면 |
| 화내리   | 전라남도 해남군 마산면 |
| 화달리   | 경상북도 상주시 사벌국면 |
| 화당리   | 경기도 화성시 팔탄면 충청북도 제천시 백운면 충청북도 청주시 상당구 남일면 경상남도 고성군 거류면 |
| 화대리   | 경기도 포천시 일동면 경상북도 포항시 북구 기계면 |
| 화덕리   | 충청남도 천안시 동남구 동면 |
| 화동리   | 강원특별자치도 홍천군 북방면 강원특별자치도 횡성군 둔내면 전라남도 여수시 화양면 경상북도 상주시 공검면 |
| 화등리   | 전북특별자치도 군산시 서수면 |
| 화룡리   | 전북특별자치도 정읍시 소성면 |
| 화리현리 | 경기도 화성시 향남읍 |
| 화림리   | 충청남도 금산군 금성면 전라남도 화순군 춘양면 경상남도 고성군 구만면 |
| 화매리   | 경상북도 영양군 석보면 |
| 화목리   | 전라남도 완도군 금일읍 경상북도 청송군 현서면 |
| 화방리   | 전라남도 담양군 월산면 전라남도 보성군 미력면 |
| 화배리   | 전라북도 익산시 용동면 |
| 화본리   | 대구광역시 군위군 산성면 |
| 화봉리   | 경기도 안성시 일죽면 충청남도 공주시 정안면 충청남도 홍성군 은하면 전북특별자치도 김제시 봉남면 전북특별자치도 정읍시 감곡면 전라남도 해남군 화원면 경상북도 포항시 북구 기계면 경상북도 밀양시 무안면 |
| 화북리   | 대구광역시 군위군 삼국유사면 |
| 화산리   | 대구광역시 달성군 구지면 울산광역시 울주군 서생면 울산광역시 울주군 온산읍 경기도 용인시 처인구 이동읍 경기도 화성시 우정읍 충청북도 괴산군 사리면 충청북도 진천군 초평면 충청북도 청주시 청원구 오창읍 (華山) 충청북도 청주시 청원구 오창읍 (花山) 충청남도 논산시 채운면 충청남도 서천군 기산면 충청남도 서천군 종천면 충청남도 예산군 대술면 충청남도 청양군 장평면 전북특별자치도 고창군 고창읍 전북특별자치도 익산시 망성면 전라남도 강진군 군동면 전라남도 고흥군 대서면 전라남도 장성군 삼계면 경상북도 경주시 천북면 경상북도 문경시 농암면 경상북도 상주시 낙동면 경상북도 영천시 화산면 경상북도 청도군 풍각면 경상남도 고성군 마암면 경상남도 함양군 수동면 |
| 화삼리   | 경상남도 통영시 용남면 |
| 화상리   | 충청북도 진천군 덕산읍 충청북도 청주시 청원구 북이면 |
| 화상대리 | 강원특별자치도 홍천군 내촌면 |
| 화서리   | 경상북도 영천시 신녕면 |
| 화석리   | 충청북도 충주시 신니면 |
| 화성리   | 충청북도 옥천군 청성면 충청북도 증평군 도안면 충청남도 부여군 외산면 충청남도 서천군 서천읍 충청남도 천안시 동남구 성남면 전라남도 나주시 공산면 경상북도 영천시 신녕면 경상북도 울진군 죽변면 |
| 화송리   | 전라남도 영암군 서호면 |
| 화수리   | 대구광역시 군위군 삼국유사면 경기도 화성시 우정읍 충청남도 부여군 세도면 충청남도 서산시 인지면 전북특별자치도 남원시 운봉읍 경상북도 영덕군 영덕읍 |
| 화순리   | 제주특별자치도 서귀포시 안덕면 |
| 화신리   | 충청북도 영동군 영동읍 충청남도 홍성군 홍동면 경상북도 의성군 비안면 |
| 화실리   | 전라북도 익산시 용동면 |
| 화심리   | 전북특별자치도 완주군 소양면 경상남도 하동군 하동읍 |
| 화악리   | 경기도 가평군 북면 충청남도 논산시 연산면 |
| 화안리   | 충청북도 충주시 신니면 |
| 화암리   | 강원특별자치도 정선군 화암면 충청북도 충주시 동량면 충청남도 청양군 화성면 전북특별자치도 순창군 구림면 경상북도 고령군 운수면 경상남도 사천시 정동면 |
| 화양리   | 경기도 양평군 강상면 경기도 평택시 현덕면 충청북도 괴산군 청천면 충청남도 청양군 목면 충청남도 홍성군 금마면 전북특별자치도 순창군 복흥면 전북특별자치도 장수군 계남면 전라남도 곡성군 죽곡면 전라남도 함평군 엄다면 경상남도 의령군 화정면 경상남도 창원시 의창구 동읍 경상남도 합천군 묘산면 |
| 화원리   | 강원특별자치도 영월군 중동면 충청북도 청주시 상당구 미원면 |
| 화월리   | 충청남도 공주시 사곡면 전북특별자치도 완주군 화산면 |
| 화율리   | [[전북특별자치도] 김제시 금산면 |
| 화은리   | 충청남도 공주시 계룡면 |
| 화음리   | 전라북도 장수군 계남면 |
| 화의리   | 강원특별자치도 평창군 진부면 |
| 화일리   | 강원특별자치도 양양군 양양읍 |
| 화장리   | 경상북도 청송군 부남면 |
| 화전리   | 부산광역시 기장군 일광읍 대구광역시 군위군 산성면 경기도 양평군 용문면 강원특별자치도 홍천군 남면 강원특별자치도 횡성군 갑천면 충청북도 보은군 내북면 충청남도 예산군 봉산면 전라남도 순천시 외서면 경상북도 김천시 대덕면 경상북도 영덕군 강구면 경상북도 예천군 유천면 경상북도 의성군 봉양면 경상북도 의성군 사곡면 경상남도 사천시 사남면 |
| 화정리   | 울산광역시 울주군 서생면 충청남도 공주시 탄천면 충청남도 논산시 성동면 충청남도 논산시 채운면 전북특별자치도 남원시 사매면 전북특별자치도 완주군 고산면 전라남도 나주시 왕곡면 경상남도 하동군 북천면 |
| 화제리   | 경상남도 양산시 원동면 |
| 화조리   | 경상북도 구미시 선산읍 |
| 화죽리   | 전북특별자치도 정읍시 산외면 전라남도 보성군 회천면 경상북도 성주군 가천면 |
| 화지리   | 강원특별자치도 철원군 철원읍 전라남도 나주시 산포면 경상북도 예천군 유천면 |
| 화진리   | 경상북도 포항시 북구 송라면 |
| 화창리   | 충청북도 청주시 상당구 미원면 |
| 화천리   | 충청북도 충주시 수안보면 충청남도 아산시 도고면 충청남도 예산군 대술면 충청남도 서산시 지곡면 충청남도 서천군 장항읍 전북특별자치도 정읍시 정우면 전라남도 영광군 법성면 경상북도 경주시 건천읍 경상북도 봉화군 봉화읍 경상북도 영덕군 영덕읍 경상북도 영양군 영양읍 경상남도 창원시 의창구 북면 경상남도 함안군 칠북면 |
| 화촌리   | 충청남도 서천군 화양면 경상남도 함양군 유림면 |
| 화태리   | 전라남도 여수시 남면 |
| 화평리   | 경기도 여주시 가남읍 충청남도 보령시 주산면 전라북도 완주군 화산면 전라남도 영광군 대마면 |
| 화포리   | 강원특별자치도 고성군 거진읍 전북특별자치도 김제시 만경읍 |
| 화하리   | 충청북도 청주시 청원구 북이면 |
| 화학리   | 충청북도 옥천군 안남면 |
| 화해리   | 전북특별자치도 정읍시 북면 |
| 화헌리   | 충청남도 공주시 계룡면 |
| 화현리   | 경기도 포천시 화현면 경상북도 상주시 모서면 경상남도 산청군 생비량면 |
| 화호리   | 전북특별자치도 정읍시 신태인읍 |
| 화흥리   | 충청남도 공주시 신풍면 전라남도 완도군 완도읍 |
| 환덕리   | 경상남도 사천시 곤양면 |
| 환상리   | 경상북도 경산시 하양읍 |
| 환서리   | 경상북도 경주시 양남면 |
| 환성리   | 충청남도 서산시 지곡면 |
| 환평리   | 충청북도 옥천군 군북면 |
| 환희리   | 충청북도 청주시 흥덕구 옥산면 |
| 활기리   | 강원특별자치도 삼척시 미로면 |
| 활동리   | 충청남도 서천군 화양면 |
| 활산리   | 충청북도 제천시 금성면 |
| 활성리   | 경상북도 경주시 외동읍 |
| 활천리   | 울산광역시 울주군 두서면 |
| 활초리   | 경기도 화성시 남양읍 |
| 황리     | 경상남도 통영시 광도면 |
| 황강리   | 강원특별자치도 양구군 국토정중앙면 충청북도 제천시 한수면 경상북도 영천시 임고면 |
| 황계리   | 충청남도 예산군 신양면 경상북도 김천시 개령면 경상남도 합천군 용주면 |
| 황곡리   | 충청북도 보은군 장안면 충청남도 홍성군 구항면 경상남도 함양군 안의면 |
| 황교리   | 충청남도 보령시 웅천읍 |
| 황구지리 | 경기도 평택시 서탄면 |
| 황금리   | 전북특별자치도 진안군 부귀면 전라남도 담양군 수북면 |
| 황도리   | 충청남도 태안군 안면읍 |
| 황둔리   | 강원특별자치도 원주시 신림면 |
| 황등리   | 전북특별자치도 익산시 황등면 |
| 황락리   | 충청남도 서산시 해미면 |
| 황령리   | 경상북도 상주시 은척면 |
| 황룡리   | 충청남도 보령시 청라면 전라남도 장성군 황룡면 경상북도 의성군 점곡면 |
| 황막리   | 전라남도 강진군 옴천면 |
| 황목리   | 경상북도 청송군 파천면 |
| 황방리   | 경기도 양주시 남면 |
| 황벌리   | 전라북도 남원시 보절면 |
| 황보리   | 경상북도 울진군 기성면 |
| 황사리   | 충청남도 서천군 기산면 경상남도 함안군 법수면 |
| 황산리   | 경기도 평택시 현덕면 충청북도 영동군 학산면 충청남도 논산시 강경읍 충청남도 아산시 신창면 전북특별자치도 고창군 고수면 전북특별자치도 김제시 공덕면 전라남도 곡성군 옥과면 전라남도 해남군 현산면 경상북도 구미시 고아읍 경상북도 예천군 개포면 경상남도 거창군 위천면 경상남도 함양군 서하면 경상남도 합천군 가야면 |
| 황석리   | 충청북도 제천시 청풍면 |
| 황용리   | 세종특별자치시 금남면 전라남도 나주시 봉황면 경상북도 영양군 영양읍 |
| 황운리   | 전라북도 완주군 소양면 |
| 황율리   | 충청남도 보령시 주산면 |
| 황장리   | 경상북도 영덕군 지품면 |
| 황전리   | 전라남도 구례군 마산면 |
| 황점리   | 경상북도 김천시 증산면 |
| 황정리   | 충청북도 단양군 대강면 경상북도 김천시 증산면 경상북도 영천시 금호읍 경상남도 합천군 적중면 |
| 황제리   | 경상북도 경산시 진량읍 |
| 황조리   | 강원특별자치도 삼척시 도계읍 |
| 황죽리   | 전라남도 광양시 진상면 전라남도 해남군 계곡면 |
| 황지리   | 경기도 연천군 군남면 경상북도 예천군 호명면 |
| 황진리   | 전라남도 완도군 군외면 |
| 황청리   | 인천광역시 강화군 내가면 충청북도 청주시 상당구 남일면 |
| 황촌리   | 충청남도 태안군 원북면 |
| 황탄리   | 충청북도 청주시 흥덕구 강내면 |
| 황풍리   | 충청남도 금산군 남일면 |
| 황학리   | 전라남도 순천시 황전면 경상북도 칠곡군 지천면 |
| 황항리   | 경상북도 김천시 증산면 |
| 황화정리 | 충청남도 논산시 연무읍 |
| 회리     | 경상북도 영덕군 남정면 |
| 회곡리   | 경기도 가평군 설악면 충청남도 부여군 은산면 경상북도 안동시 풍산읍 |
| 회동리   | 강원특별자치도 정선군 정선읍 강원특별자치도 평창군 미탄면 충청북도 영동군 영동읍 충청남도 부여군 남면 |
| 회령리   | 전라남도 보성군 회천면 |
| 회룡리   | 강원특별자치도 양양군 강현면 충청남도 아산시 배방읍 전북특별자치도 고창군 대산면 전북특별자치도 김제시 공덕면 전북특별자치도 정읍시 정우면 전라남도 순천시 황전면 전라남도 완도군 고금면 경상북도 문경시 산북면 |
| 회문리   | 전북특별자치도 임실군 덕치면 전라남도 영암군 영암읍 |
| 회봉리   | 전북특별자치도 임실군 관촌면 |
| 회산리   | 충청북도 단양군 단성면 경상남도 함안군 칠서면 |
| 회상리   | 경상북도 상주시 중동면 |
| 회성리   | 전북특별자치도 김제시 봉남면 |
| 회송리   | 전라남도 화순군 춘양면 |
| 회신리   | 경상남도 하동군 옥종면 |
| 회양리   | 경상남도 합천군 대병면 |
| 회억리   | 경기도 이천시 마장면 |
| 회정리   | 전라남도 보성군 벌교읍 |
| 회죽리   | 충청북도 진천군 광혜원면 |
| 회진리   | 전북특별자치도 임실군 강진면 전라남도 나주시 다시면 전라남도 장흥군 회진면 |
| 회포리   | 충청북도 영동군 황간면 |
| 회학리   | 충청남도 공주시 사곡면 |
| 회현리   | 경기도 양평군 양평읍 |
| 회화리   | 경기도 평택시 서탄면 |
| 횡간리   | 전라남도 여수시 남면 전라남도 완도군 소안면 |
| 횡계리   | 부산광역시 기장군 일광읍 강원특별자치도 평창군 대관령면 경상북도 영천시 화북면 |
| 횡산리   | 경기도 연천군 중면 경상북도 구미시 고아읍 |
| 횡천리   | 경상남도 하동군 횡천면 |
| 효리     | 경상북도 영천시 북안면 경상북도 영천시 임고면 |
| 효갈리   | 경상북도 예천군 풍양면 |
| 효계리   | 충청남도 천안시 서북구 입장면 |
| 효곡리   | 전라남도 구례군 간전면 경상북도 상주시 공성면 |
| 효교리   | 충청남도 예산군 봉산면 |
| 효근리   | 충청북도 괴산군 청안면 |
| 효기리   | 전북특별자치도 남원시 이백면 |
| 효동리   | 경상북도 경주시 양남면 |
| 효락리   | 경상남도 고성군 구만면 |
| 효림리   | 충청남도 예산군 삽교읍 |
| 효목리   | 충청북도 옥천군 청산면 |
| 효산리   | 전라남도 화순군 도곡면 |
| 효선리   | 경상북도 의성군 춘산면 |
| 효암리   | 부산광역시 기장군 장안읍 |
| 효자리   | 충청남도 아산시 도고면 경상남도 진주시 미천면 경상남도 진주시 수곡면 |
| 효자도리 | 충청남도 보령시 오천면 |
| 효정리   | 전북특별자치도 김제시 용지면 경상북도 영천시 화산면 경상남도 창녕군 대지면 |
| 효제리   | 충청남도 청양군 운곡면 경상북도 의성군 단북면 |
| 효죽리   | 충청남도 논산시 노성면 |
| 효지리   | 경기도 여주시 흥천면 |
| 효촌리   | 경기도 양주시 광적면 충청북도 청주시 상당구 남일면 |
| 효학리   | 충청남도 홍성군 홍동면 |
| 후리     | 경기도 여주시 산북면 강원특별자치도 양구군 해안면 |
| 후곡리   | 강원특별자치도 양구군 동면 충청북도 단양군 단양읍 충청북도 청주시 상당구 문의면 전라남도 순천시 송광면 |
| 후광리   | 전라남도 신안군 하의면 |
| 후기리   | 충청북도 청주시 청원구 오창읍 |
| 후덕리   | 충청남도 청양군 운곡면 |
| 후동리   | 강원특별자치도 춘천시 남면 강원특별자치도 홍천군 영귀미면 충청남도 서천군 판교면 경상북도 포항시 남구 구룡포읍 |
| 후미리   | 충청북도 음성군 소이면 |
| 후사리   | 경기도 평택시 청북읍 충청남도 예산군 응봉면 |
| 후사포리 | 경상남도 밀양시 부북면 |
| 후산리   | 충청북도 제천시 청풍면 전라남도 해남군 화원면 |
| 후안리   | 경기도 이천시 호법면 |
| 후암리   | 충청남도 서천군 시초면 경상북도 고령군 덕곡면 |
| 후영리   | 충청북도 괴산군 청천면 |
| 후용리   | 강원특별자치도 원주시 문막읍 |
| 후정리   | 전북특별자치도 완주군 삼례읍 경상북도 울진군 죽변면 |
| 후죽리   | 경상북도 의성군 의성읍 |
| 후지리   | 전북특별자치도 정읍시 영원면 |
| 후천리   | 전북특별자치도 임실군 삼계면 경상남도 창녕군 성산면 |
| 후탄리   | 강원특별자치도 영월군 한반도면 |
| 후평리   | 경기도 김포시 하성면 경기도 안성시 미양면 강원특별자치도 평창군 평창읍 충청북도 괴산군 청천면 충청북도 보은군 수한면 경상북도 성주군 금수강산면 경상북도 의성군 단촌면 경상북도 청송군 진보면 |
| 후포리   | 경기도 여주시 대신면 전북특별자치도 고창군 흥덕면 경상북도 울진군 후포면 |
| 후포매리 | 강원특별자치도 양양군 현남면 |
| 훈리     | 전라남도 화순군 화순읍 |
| 휴대리   | 충청남도 아산시 배방읍 |
| 휴암리   | 충청남도 서산시 해미면 |
| 흑석리   | 충청북도 괴산군 문광면 충청남도 서산시 팔봉면 전라남도 곡성군 입면 경상북도 청도군 풍각면 |
| 흑송리   | 전북특별자치도 남원시 송동면 경상북도 문경시 산북면 |
| 흑암리   | 충청남도 금산군 남이면 충청남도 천안시 서북구 입장면 경상북도 상주시 이안면 |
| 흑천리   | 전라남도 해남군 옥천면 |
| 흔암리   | 경기도 여주시 점동면 |
| 흔평리   | 경상북도 상주시 외남면 |
| 흔효리   | 경상북도 예천군 풍양면 |
| 흘리     | 강원특별자치도 고성군 간성읍 |
| 흘산리   | 전라북도 익산시 함열읍 전라남도 순천시 상사면 |
| 흥곡리   | 경상북도 포항시 북구 신광면 |
| 흥구리   | 경상북도 영양군 입암면 |
| 흥기리   | 경상북도 영덕군 달산면 |
| 흥대리   | 전라남도 구례군 간전면 전라남도 순천시 서면 |
| 흥덕리   | 충청북도 영동군 상촌면 전북특별자치도 고창군 흥덕면 전라남도 나주시 반남면 |
| 흥룡리   | 경상남도 하동군 하동읍 |
| 흥림리   | 충청남도 서천군 판교면 |
| 흥사리   | 경상남도 사천시 곤양면 |
| 흥산리   | 충청남도 청양군 남양면 경상북도 경산시 남천면 경상북도 성주군 대가면 |
| 흥선리   | 경상북도 청도군 이서면 |
| 흥신리   | 경기도 김포시 양촌읍 |
| 흥안리   | 경상북도 포항시 북구 흥해읍 |
| 흥암리   | 전북특별자치도 익산시 왕궁면 |
| 흥양리   | 강원특별자치도 원주시 소초면 |
| 흥업리   | 강원특별자치도 원주시 흥업면 |
| 흥왕리   | 인천광역시 강화군 화도면 전북특별자치도 익산시 용동면 |
| 흥월리   | 강원특별자치도 영월군 영월읍 |
| 흥전리   | 강원특별자치도 삼척시 도계읍 |
| 흥정리   | 강원특별자치도 평창군 봉평면 경상북도 경산시 남산면 |
| 흥천리   | 경상북도 예천군 풍양면 |
| 흥촌리   | 전라남도 해남군 북일면 |
| 흥평리   | 경상북도 김천시 구성면 |
| 흥학리   | 전라남도 강진군 칠량면 |
| 흥호리   | 강원특별자치도 원주시 부론면 |
| 흥환리   | 경상북도 포항시 남구 동해면 |
| 희곡리   | 경기도 평택시 포승읍 경상북도 김천시 부항면 경상남도 밀양시 산외면 |
| 희망리   | 강원특별자치도 홍천군 홍천읍 |

## 같이 보기
- 대한민국의 행정 구역 목록